# Alland (Autriche)
Pour les articles homonymes, voir Alland.
Alland est une commune (Marktgemeinde) autrichienne du district de Baden en Basse-Autriche. Elle comprend notamment le village de Mayerling avec son château.

## Géographie

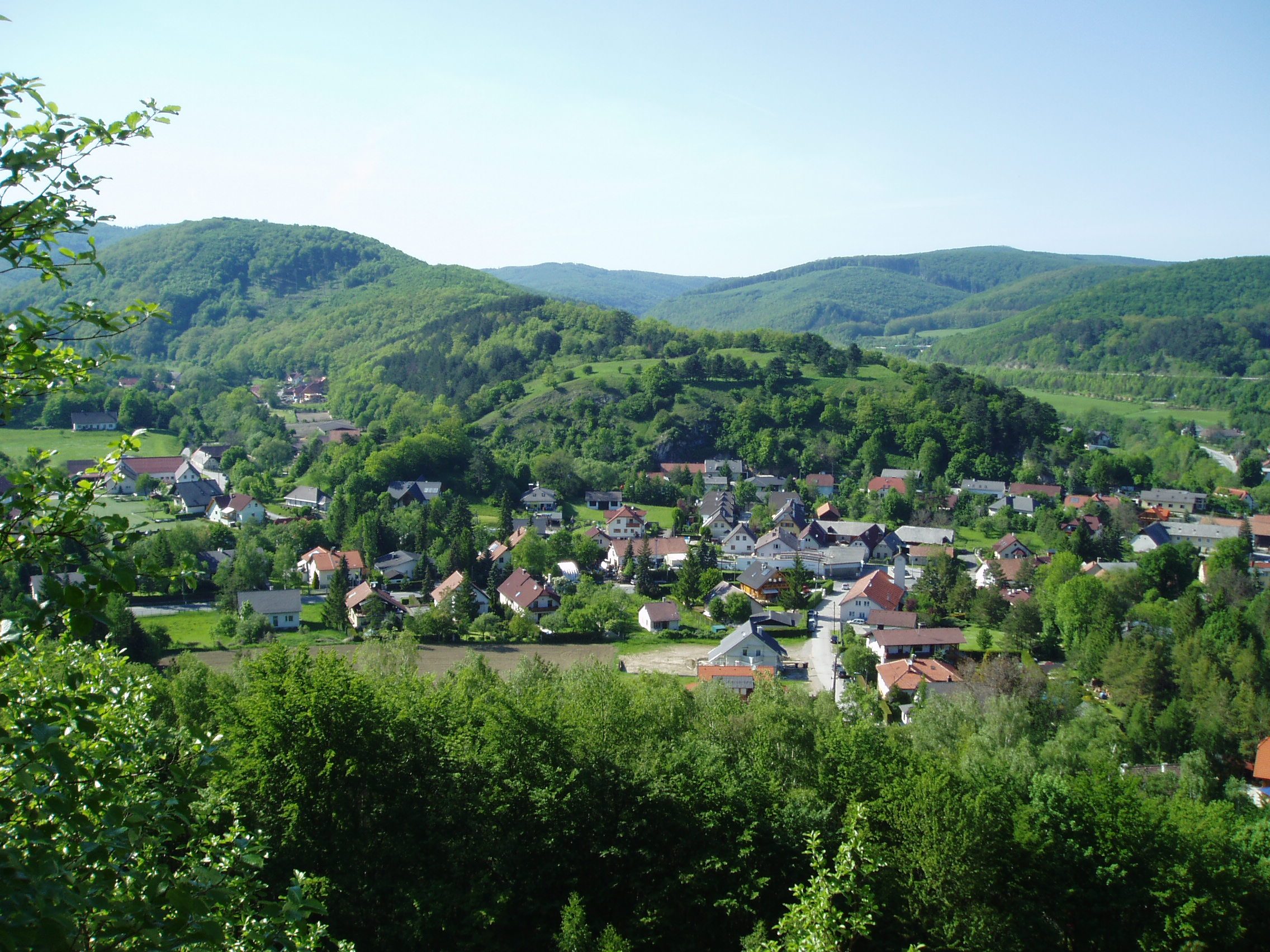
Vie sur Alland.

La municipalité se trouve sur le cours supérieur de la Schwechat, à une altitude d'environ 360 mètres, dans les montagnes du Wienerwald.
Le centre-ville de Vienne se trouve à 28 km au Nord-Est de son propre centre (à vol d'oiseau); Mödling à 16 km à l'Est; Sankt Pölten à 37 km Ouest-Nord-Ouest. L'autoroute A21 passe au nord de la commune.

## Histoire
La vallée de la Schwechat était déjà peuplée à l'âge néolithique. On y voit beaucoup de traces de la culture rubanée et de la culture des champs d'urnes, ainsi que des vestiges de l'âge du bronze.
Commune rurale et boisée, Alland est né aux alentours de l'an mil, et appartenait au XIIe siècle aux Babenberg, margraves d'Autriche. En 1002, le nouveau roi Henri II a offert à Henri de Babenberg les domaines entre les rivières Liesing et Triesting. Une église paroissiale à Adelath est mentionnée pour la première fois en 1123. En 1133, le margrave Léopold III d'Autriche a fondé l'abbaye de Heiligenkreuz plus à l'est. Frédéric Ier de Bade, fils du margrave Hermann VI de Bade-Bade et de son épouse Gertrude de Babenberg est né à Alland en 1249.
Le village fut dévasté durant le siège de Vienne de 1529 et à nouveau pendant le second siège en 1683. Le château de Mayerling, un ancien pavillon de chasse, fut témoin du drame de Mayerling, soit la mort dans des circonstances mystérieuses du prince-héritier Rodolphe d'Autriche et de la baronne Marie Vetsera le 30 janvier 1889. 
En 1972, douze villages furent intégrés à Alland, dont celui de Mayerling, où est décédé en 1889 le prince-héritier Rodolphe.  